# 瑙米夫西克
51°0′36″N 31°59′25″E / 51.01000°N 31.99028°E
瑙米夫西克（烏克蘭語：Наумівське），是烏克蘭北部的村莊，隸屬切爾尼希夫州的尼任區。該村始建於1696年，面積0.03平方公里，海拔高度126米，2001年人口53，人口密度每平方公里1,709.7人。